# Lyle Green
Lyle Green (* 4. Februar 1976 in Kitchener, Ontario) ist ein ehemaliger kanadischer American-Football- und Canadian-Football-Spieler auf der Position des Fullbacks.

## Karriere
Greene wurde im CFL Draft 2001 in der ersten Runde als insgesamt dritter Spieler von den BC Lions ausgewählt. Er wurde hauptsächlich als Vorblocker und in den Special Teams eingesetzt. Mit den Lions nahm er an zwei Grey Cups teil und gewann ihn 2006. Am 24. Juni 2010 wurde Greene im Rahmen der finalen Kaderverkleinerung auf 46 Spieler entlassen. Zuvor hatte er 161 Spiele in Folge für die Lions gespielt, die meisten eines Runningbacks in der Franchisegeschichte. Während seiner Zeit in Vancouver erlief er 569 Yards und sieben Touchdowns in 116 Läufen und fing 83 Pässe für 978 Yards und drei Touchdowns. Am 19. Juli 2011 verpflichteten ihn die Calgary Stampeders.